# NGC 7496
NGC 7496 (другие обозначения — PGC 70588, ESO 291-1, MCG −7-47-20, VV 771, IRAS23069-4341) — спиральная галактика с перемычкой (SBb) в созвездии Журавль.
Галактика обладает активным ядром и относится к сейфертовским галактикам типа II.
Этот объект входит в число перечисленных в оригинальной редакции «Нового общего каталога».